# راندي بارتز
راندال «راندي» بارتز (بالإنجليزية: Randy Bartz)‏ (7 أكتوبر 1968) رياضي أمريكي متخصص في رياضة التزلج على مسار قصير شارك في دورة الألعاب الأولمبية الشتوية 1994.

## روابط خارجية
- راندي بارتز على موقع اللجنة الأولمبية الدولية (الإنجليزية)
- راندي بارتز على موقع أوليمبيديا (الإنجليزية)